# Първа армия (Гърция)
Първа армия (на гръцки: 1η Στρατιά) е единственото военно формирование на ниво армия във Въоръжените сили на Гърция.
Първоначално е създадена през март 1947 г. по време на Гражданската война с щаб във Волос, разформирована е през декември 1948 г. Повторно е сформирана през 1951 г., с щаб в Лариса. Включва един корпус и две самостоятелни дивизии, разположени главно в Западна Тракия и Егейска Македония.